# Valérie Tong Cuong
Valérie Tong Cuong (Parigi, 24 agosto 1964) è una scrittrice francese.

## Biografia
Valérie Tong Cuong è una scrittrice di romanzi, racconti e sceneggiature. Prima di dedicarsi alla scrittura ha anche lavorato nel settore delle comunicazioni e della pubblicità.
I suoi romanzi sono tradotti in sedici lingue e pubblicati in venti paesi. La sua opera più nota è L'Atelier dei Miracoli (ha venduto 70 000 copie), il quale ha vinto il premio Nice-Baie des Anges e il Prix de l'Optimisme nel 2013.
Come sceneggiatrice lavora per la televisione La Smala s'en mêle, France 2, inoltre canta e scrive per Quark, un gruppo pop-rock indipendente: il loro primo album è considerato da El Païs uno dei migliori dell'anno.

## Opere
Romanzi:
- L'atelier dei miracoli (Anno: 2014 - Pubblicato da Salani Editore)